# مطار جيسور
مطار جيسور (إياتا: JSR، إيكاو: VGJR) هو مطار داخلي يخدم مدينة جيسور في بنغلاديش.

## شركات الطيران

### الركاب
| شركـات طيـران              | الوجهات                                                       | مراجع |
| -------------------------- | ------------------------------------------------------------- | ----- |
| خطوط بيمان بنغلاديش الجوية | مطار شاه أمانات الدولي، مطار شاه جلال الدولي                  | [ 2 ] |
| نوفو إير                   | مطار كوكس بازار، مطار شاه جلال الدولي                         | [ 4 ] |
| يو إس بنغلا للطيران        | مطار شاه أمانات الدولي، مطار كوكس بازار، مطار شاه جلال الدولي | [ 5 ] |

### الشحن
| شركـات طيـران    | الوجهات         | مراجع |
| ---------------- | --------------- | ----- |
| Easy Fly Express | مطار كوكس بازار | [ 6 ] |